# Władysław Siwek (policjant)
Władysław Siwek(ur. 9 września 1898 w Albertowie, zm. 1940 w Kalininie) – żołnierz Wojska Polskiego oraz starszy posterunkowy Policji Województwa Śląskiego, ofiara zbrodni katyńskiej.

## Życiorys
Urodzony w Albertowie w powiecie Turek, syn Leonarda i Marianny z Rosiaków. Jako 21-latek wstąpił do Wojska Polskiego, gdzie służył od 26 września 1919 do 21 sierpnia 1921. 
W PWŚl został od 1 marca 1924 przydzielony do posterunku w Zarzeczu w powiecie bielskim. Rok później, 16 września 1925 pełnił służbę w komisariacie w Bielsku, skąd został przeniesiony 15 stycznia 1928 na Posterunek Konny w Bielsku, gdzie służył do września 1939. 
We wrześniu 1939 wraz z oddziałem PWŚl przedostał się na wschód, by tam walczyć z okupantem. Po napaści Związku Sowieckiego w październiku 1939 został aresztowany przez NKWD i osadzony w obozie specjalnym w Ostaszkowie. W 1940 został rozstrzelany w siedzibie NKWD w Kalininie (Twerze) i pochowany w zbiorowej mogile w Miednoje. Pośmiertny otrzymał stopień Aspiranta Policji Państwowej (2007).

## Rodzina
Władysław Siwek miał żonę Elżbietę Siwek z domu Rosiak oraz dwójkę dzieci: córkę Wandę i syna Edwarda. Na początku II Wojny Światowej rodzina została ewakuowana na teren południowo-wschodniej Polski, następnie jesienią 1939 żona wraz z dwójką dzieci wróciła do Bielska. Elżbieta Siwek zmarła w sierpniu 1940, osieracając córkę i syna. 

## Odznaczenia
- Krzyż Walecznych
- Medal Pamiątkowy za Wojnę 1918–1921